# IC 3243
IC 3243 је спирална галаксија у сазвјежђу Береникина коса која се налази на листи објеката дубоког неба у Индекс каталогу.
Деклинација објекта је + 27° 45' 56" а ректасцензија 12h 23m 11,3s. Привидна величина (магнитуда) објекта IC 3243 износи 14,7 а фотографска магнитуда 15,5. IC 3243 је још познат и под ознакама CGCG 158-95, PGC 40197.